# Luc Recordon
Luc Recordon (Pully, 20 september 1955) is een Zwitsers politicus voor de Groene Partij van Zwitserland uit het kanton Vaud.

## Biografie
In 1975 werd Luc Recordon gekozen in de gemeenteraad (wetgevende macht) van de gemeente Jouxtens-Mézery. Van 1989 tot 2015 was hij vervolgens lid van het gemeentebestuur (uitvoerende macht).
Tevens zetelde hij van maart 1990 tot 2003 in de Grote Raad van Vaud, het kantonnaal parlement. Van 1997 tot 2001 was hij co-voorzitter van de Vaudse Groene Partij.
Bij de federale parlementsverkiezingen van 2003 werd hij verkozen in de Nationale Raad, waar hij zetelde van 1 december 2003 tot 2 december 2007. Bij de volgende verkiezingen, die van 2007, werd Recordon reeds in de eerste ronde verkozen in de Kantonsraad. Daarmee werd hij na Robert Cramer het tweede groene Kantonsraadslid.
Bij de verkiezing van de Bondsraad eind 2007, die volgde na de parlementsverkiezingen, stelde Recordon zich officieel kandidaat. Hij trok zich echter terug om zo de benoeming van Eveline Widmer-Schlumpf en de niet-herverkiezing van Christoph Blocher te steunen.
Bij de federale parlementsverkiezingen van 2011 werd Recordon herverkozen. In 2015 echter werd hij weggestemd: zijn liberale uitdrager Olivier Français behaalde 78.068 stemmen tegenover 74.972 stemmen voor Recordon.